# Château de Chevigny-Saint-Sauveur
Le château de Chevigny est situé à Chevigny-Saint-Sauveur (Côte-d'Or), en Bourgogne-Franche-Comté.

## Localisation
Le château de Chevigny est situé à Chevigny-Saint-Sauveur, en France.

## Historique
En 1366, Poinçart, bourgeois de Dijon, tient en fief du duc Philippe la maison forte de Chevigny. Elle passe à Pierre de Chandio, gouverneur de l'Auxerrois, en 1474. En 1548, reprise en fief des terres, seigneurie et chevances de Chevigny-Saint-Sauveur. Sur un plan du XVIIe siècle, le château semble constitué d'une basse-cour avec bâtiments d'enceinte flanqués de tours, autour d'un donjon constitué d'un bâtiment et d'une tour[réf. souhaitée]. 
En 1707, Pierre Rigoley fait aménager une chapelle au premier étage du logis et poser des boiseries dans les appartements. Des jardins sont aménagés jusqu'à la Norges et une glacière y est construite. Les communs sont abattus avant 1820 et le fossé partiellement comblé. Les communs à gauche de l'entrée sont construits au milieu du XIXe siècle par la famille de Montillet de Grenaud qui possède le domaine jusqu'en 1891. Depuis cette date, quatre propriétaires s’y sont succédé dont l'AFPA depuis 1957.

## Architecture
Le château actuel consiste en un bâtiment de trois niveaux en L avec un toit pentu couvert d'ardoises. Plusieurs constructions récentes y sont accolées. Le domaine est cerné d'un mur de clôture[réf. souhaitée].

## Valorisation du patrimoine
Le château de Chevigny-Saint-Sauveur abrite l'Agence pour la formation professionnelle des adultes qui le met en vente en avril 2022.